# Akori
Akori ou Aqori (en arménien Աքորի) est une communauté rurale du marz de Lorri en Arménie. En 2008, elle compte 2 978 habitants.